# Kirchheim im Innkreis
Pour les articles homonymes, voir Kirchheim.
Kirchheim im Innkreis est une commune autrichienne du district de Ried im Innkreis en Haute-Autriche.